# Saison 24 de Détective Conan
 (octobre 2024).
Chronologie
Saison 23 de Détective Conan Saison 25 de Détective Conan
La saison 24 de Détective Conan a été diffusée du 5 janvier 2019 au 21 décembre 2019 (épisode 927 à 964) sur Nippon TV. Elle est composée de 38 épisodes.
Le quarante-neuvième opening (épisode 928 à 940), intitulé Barairo no jinsei, qui sert également d'ending à l'épisode 927, est interprété par la chanteuse de J-pop Mai Kuraki. Le cinquantième opening (épisode 941 à 964) intitulé ANSWER, est interprété par le groupe Only this Time.
Le cinquante-neuvième ending, (épisode 928 à 951) intitulé Kimi to Koi no mama de owarenai itsumo yume no mama ja irarenai, est interprété par la chanteuse de J-pop Mai Kuraki. Le soixantième ending (épisode 952 à 964) intitulé Sissy Sky, est interprété par la chanteuse de J-pop Airi Miyakawa.
| No | Titre français                                                                                                  | Titre japonais                   | Titre japonais                             | Date de 1re diffusion |
| No | Titre français                                                                                                  | Kanji                            | Rōmaji                                     | Date de 1re diffusion |
| --- | --- | -------------------------------- | ------------------------------------------ | --------------------- |
| 927 - SP34 | Le voyage scolaire écarlate - Rouge vif (épisode spécial de 45 minutes) (files : 1000-1005 / tomes : 94-95)     | 紅の修学旅行 (鮮紅編)            | Kurenai no shūgakuryokō (Senkō-hen)        | 5 janvier 2019        |
| 928 - SP35 | Le voyage scolaire écarlate - Amour pourpre (épisode spécial de 45 minutes) (files : 1000-1005 / tomes : 94-95) | 紅の修学旅行 (恋紅編)            | Kurenai no shūgakuryokō (Koikurenai-hen)   | 12 janvier 2019       |
| Shinichi Kudō réussit à participer au voyage scolaire de fin d’étude aux côtés de Ran, et le moins qu’on puisse dire, c’est qu’elle est très heureuse. À côté de Ran, Shinichi doit respecter les obligations d’Ai Haibara pour prendre l’antidote. Il peut donc compter sur Heiji Hattori. Mais attention, Masumi Serra joue un double jeu et reste en contact étroit avec sa mère. De plus, une actrice et 4 amis sont présents dans le même hôtel. Celle-ci lui demande de résoudre un code secret. Peu de temps après, une mort suspecte est déclarée. Un Tengu, esprit malin ailé, tue ses victimes la tête en bas, laissant une mare de sang au plafond et des traces de pas ensanglantées. Le collectif des 5 stars voit rouge. | |                                  |                                            |                       |
| 929 | Une femme à sa fenêtre - 1re partie                                                                             | 窓辺にたたずむ女 （前編)         | Madobe ni tatazumu onna (Zenpen)           | 2 février 2019        |
| 930 | Une femme à sa fenêtre - 2e partie                                                                              | 窓辺にたたずむ女 （後編)         | Madobe ni tatazumu onna (Kōhen)            | 9 février 2019        |
| Une femme mélancolique passe le plus clair de son temps sur son balcon. Un jour qu’elle avait invité Ayumi chez elle, elle assiste à une scène mystérieuse. Quelques jours plus tard, alors que la malchance s’acharne, elle passe par-dessus son balcon et meure sur le coup. Pourquoi ? | |                                  |                                            |                       |
| 931 | Le mystérieux tour de Kitakyūshū - Kokura                                                                       | 北九州ミステリーツアー （小倉編) | Kitakyūshū misuterītsuā (Kokura hen)       | 16 février 2019       |
| 932 | Le mystérieux tour de Kitakyūshū - Moji                                                                         | 北九州ミステリーツアー （門司編) | Kitakyūshū misuterītsuā (Moji hen)         | 23 février 2019       |
| Nommé pour le prix du meilleur détective, Kogorō emmène sa petite famille à Kokura passer la journée en attendant l’heure de la cérémonie fixée à 19h. Ran va faire du tourisme quand Conan et Kogorō vont voir un ancien collègue dans son entreprise. Mais il a eu un accident. Mōri doit enquêter sur des tags qui vise le successeur de son collègue. Le fils de celui-ci apparaît comme étant le suspect n°1. | |                                  |                                            |                       |
| 933 | L’enlèvement du pur-sang - 1re partie                                                                           | サラブレッド誘拐事件（前編)      | Sarabureddo yūkai jiken (Zenpen)           | 9 mars 2019           |
| 934 | L’enlèvement du pur-sang - 2e partie                                                                            | サラブレッド誘拐事件（後編)      | Sarabureddo yūkai jiken (Kōhen)            | 16 mars 2019          |
| 3 personnes se présentent à Kogorō pour lui demander de protéger un cheval de course de haut calibre. Il serait en danger de mort. Mais alors que Mōri assure sa protection, le cheval est échangé … Qui, et pourquoi, a bien pu faire cela. | |                                  |                                            |                       |
| 935 | La voyante et ses trois clients                                                                                 | 占い師と三人の客                 | Uranaishi to san'nin no kyaku              | 23 mars 2019          |
| 936 | Foire alimentaire et conspiration                                                                               | フードコートの陰謀               | Fūdokōto no inbō                           | 13 avril 2019         |
| Prologue du film 23. | |                                  |                                            |                       |
| 937 | Le Poing fatal du géant Talos - 1re partie                                                                      | 巨人タロスの必殺拳（前編）       | Kyojin tarosu no hissatsu ken (Zenpen)     | 20 avril 2019         |
| 938 | Le Poing fatal du géant Talos - 2e partie                                                                       | 巨人タロスの必殺拳（後編）       | Kyojin tarosu no hissatsu ken (Kōhen)      | 27 avril 2019         |
| 939 | Une funeste collecte de fossiles                                                                                | 危ない化石採集                   | Abunai kaseki saishū                       | 4 mai 2019            |
| Le professeur Agasa emmène les détectives juniors sur un site de fouilles archéologiques. Là-bas s’y produit un meurtre en lien avec un mensonge à propos d’une déjection lunaire. | |                                  |                                            |                       |
| 940 | La petite amie disparue                                                                                         | を消した恋人                     | O keshita koibito                          | 11 mai 2019           |
| Une jeune femme a disparu. Comble du hasard, une vidéo est tournée pour prouver qu’elle s’est suicidée. Mais en cherchant bien, on démasque un à un les suspects. Conan peut croire en sa bonne étoile. | |                                  |                                            |                       |
| 941 | Trouvez Maria ! - 1re partie (files : 1006-1008 / tome : 95)                                                    | マリアちゃんを探せ!（前編）      | Maria-chan o sagase! (Zenpen)              | 1er juin 2019         |
| 942 | Trouvez Maria ! - 2e partie (files : 1006-1008 / tome : 95)                                                     | マリアちゃんを探せ!（後編）      | Maria-chan o sagase! (Kōhen)               | 8 juin 2019           |
| Catastrophe ! Au retour du voyage scolaire, un blog révèle la survivance de Shinichi Kūdo. Heiji, Aï, le professeur et Conan sont en panique. En parallèle, Aï et les détectives Juniors sont sur les traces d’une de leurs camarades qui vient de perdre sa grand-mère. Dans l’entourage plus ou moins proche de Conan, certaines personnes sont objectivement trop à l’affût de nouvelles concernant Shinichi. L’ombre de l’Organisation se rapproche dangereusement ; Désormais, elle a une tête. | |                                  |                                            |                       |
| 943 | Tokyo Mamies Collection                                                                                         | 東京婆ールズコレクション         | Tōkyō baruzu korekushon                    | 15 juin 2019          |
| 944 | Le prix à payer pour des "likes" - 1re partie                                                                   | いいね。の代償 (前編)            | Ī ne. No daishō (Zenpen)                   | 22 juin 2019          |
| 945 | Le prix à payer pour des "likes" - 2e partie                                                                    | いいね。の代償 (後編)            | Ī ne. No daishō (Kōhen)                    | 29 juin 2019          |
| 946 | La larme des Borgia ou le joyau maudit - 1re partie                                                             | 呪の宝石ボルジアの涙 (前編)      | Noroi no hōseki borujia no namida (Zenpen) | 13 juillet 2019       |
| 947 | La larme des Borgia ou le joyau maudit - 2e partie                                                              | 呪の宝石ボルジアの涙 (後編)      | Noroi no hōseki borujia no namida (Kōhen)  | 20 juillet 2019       |
| 948 | L'homme écrasé par un dinosaure                                                                                 | 恐竜につぶされた男               | Kyōryū ni tsubusa reta otoko               | 27 juillet 2019       |
| 949 | Conseils et confidences radiophoniques - le défi                                                                | ラジオお悩み相談(挑戦編)         | Rajio o nayami sōdan (chōsen-hen)          | 3 août 2019           |
| 950 | Conseils et confidences radiophoniques - la solution                                                            | ラジオお悩み相談(謎解き編)       | Rajio o nayami sōdan (nazotoki-hen)        | 10 août 2019          |
| 951 | Librairie ancienne et sifflet de train II                                                                       | 汽笛の聞こえる古書店２           | Kiteki no kikoeru kosho-ten 2              | 17 août 2019          |
| 952 | L'Énigme du cocktail - 1re partie (files : 1009-1012 / tome : 95)                                               | 迷宮カクテル(前編)               | Meikyū kakuteru (Zenpen)                   | 31 août 2019          |
| 953 | L'Énigme du cocktail - 2e partie (files : 1009-1012 / tome : 95)                                                | 迷宮カクテル(中編)               | Meikyū kakuteru (Chūhen)                   | 7 septembre 2019      |
| 954 | L'Énigme du cocktail - 3e partie (files : 1009-1012 / tome : 95)                                                | 迷宮カクテル(後編)               | Meikyū kakuteru (Kōhen)                    | 14 septembre 2019     |
| Un homme demande à Mōri de venir au « Lapin Noir », un bunny bar, pour enquêter sur une menace de mort. De par sa mission, Bourbon réussit à s’incruster avec les Mōri, non sans tarauder Conan. Là-bas, une jeune demoiselle est victime d’une tentative d’empoisonnement. Il est peut-être temps qu’Amuro apprennent quelques secrets ; un nouveau lien émerge. | |                                  |                                            |                       |
| 955 | Le Secret des "humano-insectes"                                                                                 | 昆虫人間のヒミツ                 | Konchūningen no himitsu                    | 28 septembre 2019     |
| Genta invite les Détectives juniors à se rendre dans la prairie des humano-insectes pour une partie de chasse grandeur nature. Mais à leur arrivée, le village est désert. Un petit garçon déguisé en humano-insecte leur raconte toute l’histoire. L’ancien maire aurait fait des fouilles pour essayer de récupérer le trésor caché de la princesse Gaga, grande amatrice d’insectes, avant de subitement décédé. | |                                  |                                            |                       |
| 956 | L'Énigme du bateau-bus - 1re partie                                                                             | 謎解き水上バス(前編)             | Nazotoki minakami basu (Zenpen)            | 12 octobre 2019       |
| 957 | L'Énigme du bateau-bus - 2e partie                                                                              | 謎解き水上バス(後編)             | Nazotoki minakami basu (Kōhen)             | 19 octobre 2019       |
| Au parc Beika, un jeune homme de 23 ans est retrouvé mort. Selon la rumeur, l’homme, qui vivait avec son frère ainé et sa mère, battait régulièrement cette dernière. Son frère, qui s’interposait, est naturellement suspecté, mais aucune preuve. L’enquête piétine. Puis, la mère décède à son tour. Un homme pourrait bien être le coupable, mais son alibi est parfait. Finalement, c’est sur un bateau-mouche que le crime est dénoué. | |                                  |                                            |                       |
| 958 | Le Caniche et le Fusil à pompe - 1re partie                                                                     | プードルと散弾銃（前編）         | Pūdoru to sandan jū (Zenpen)               | 9 novembre 2019       |
| 959 | Le Caniche et le Fusil à pompe - 2e partie                                                                      | プードルと散弾銃 (後編)          | Pūdoru to sandan jū (Kōhen)                | 16 novembre 2019      |
| 960 | La veuve et les Detective Boys                                                                                  | 未亡人と探偵団                   | Mibōjin to tantei-dan                      | 23 novembre 2019      |
| 961 | L'étrange affaire du "camping glamour"                                                                          | グランピング怪事件               | Guranpingu kai jiken                       | 30 novembre 2019      |
| 962 | La grande conférence du détective Mouri - 1re partie                                                            | 毛利小五郎大講演会 (前編)        | Mōri kogorō dai kōen-kai (Zenpen)          | 7 décembre 2019       |
| 963 | La grande conférence du détective Mouri - 2e partie                                                             | 毛利小五郎大講演会 (中編)        | Mōri kogorō dai kōen-kai (Chūhen)          | 14 décembre 2019      |
| 964 | La grande conférence du détective Mouri - 3e partie                                                             | 毛利小五郎大講演会 (後編)        | Mōri kogorō dai kōen-kai (Kōhen)           | 21 décembre 2019      |